# Zenon Zając

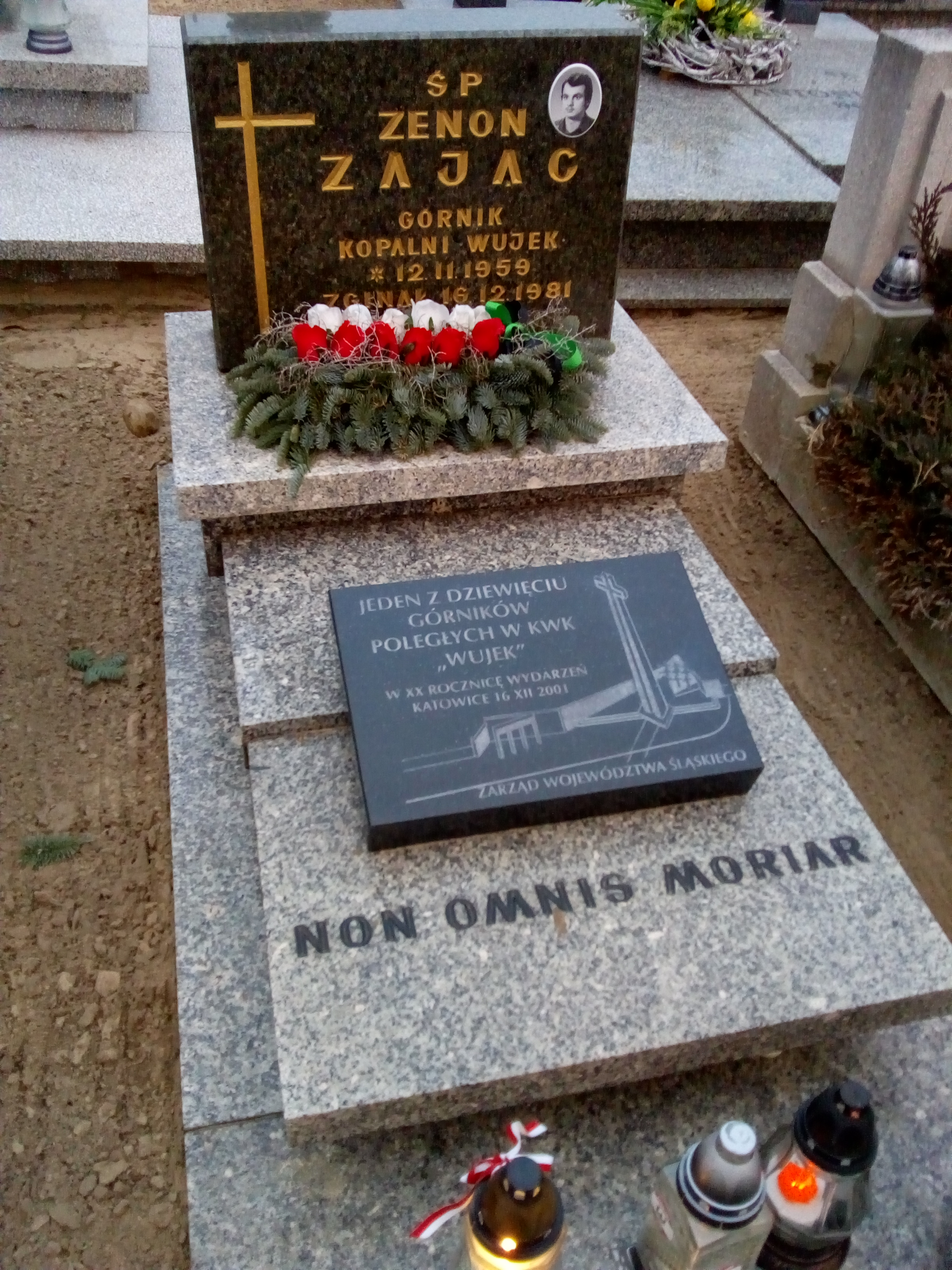
Grób Zenona Zająca w Rostarzewie

Zenon Zając (ur. 12 listopada 1959 w Wolsztynie, zm. 16 grudnia 1981) - ślusarz, pracownik Kopalni Węgla Kamiennego Wujek, ofiara pacyfikacji kopalni w grudniu 1981 roku.  

## Życiorys
Mieszkał we wsi Cegielsko, gdzie pomagał rodzinie w niewielkim gospodarstwie. O możliwości pracy na kopalni dowiedział się z ulotki pozostawionej przez werbowników w jego szkole podstawowej w Rostarzewie. W 1974 roku przyjechał do Katowic, a w 1977 ukończył Zasadniczą Szkołę Górniczą KWK Wujek w Katowicach. W dniu 3 stycznia 1978 podjął pracę w KWK Wujek. Bezpartyjny, członek NSZZ „Solidarność”. 16 grudnia 1981 zginął na skutek postrzału z broni maszynowej w serce w czasie pacyfikacji kopalni. Pogrzeb odbył się 22 grudnia 1981 w Rostarzewie. Był kawalerem, miał dwie siostry i trzech braci.
Odznaczony Złotym Krzyżem Zasługi z Mieczami (przez Prezydenta RP na Uchodźstwie, 1990),  Krzyżem Kawalerskim Orderu Odrodzenia Polski (1992), Krzyżem Wolności i Solidarności (2015).

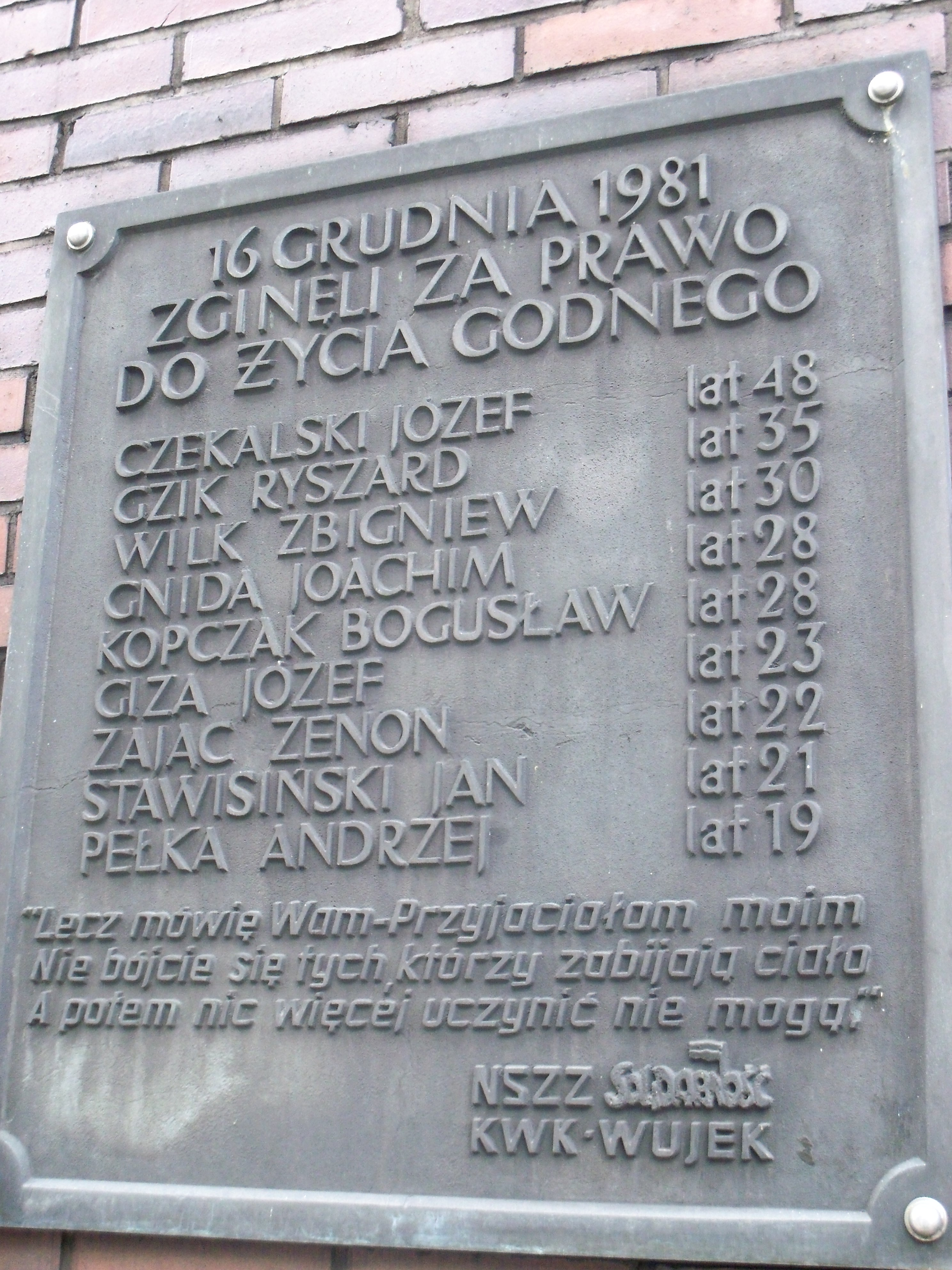
Tablica upamiętniająca ofiary pacyfikacji kopalni „Wujek”.

Od grudnia 2015 w ratuszu w Rostarzewie dostępna jest stała ekspozycja o życiu Zenona Zająca i stanie wojennym.